# César Roux
César Roux (Mont-la-Ville, 23 marzo 1857 – Losanna, 21 dicembre 1934) è stato un chirurgo svizzero che descrisse la procedura di ricostruzione Roux-en-Y.
Studiò medicina all'Università di Berna, dove tra i suoi mentori vi furono Christoph Theodor Aeby e Theodor Langhans. Dopo la laurea nel 1880 rimase a Berna come assistente di Theodor Kocher. Nel 1887 divenne capo dei dipartimenti chirurgici all'ospedale cantonale di Losanna.

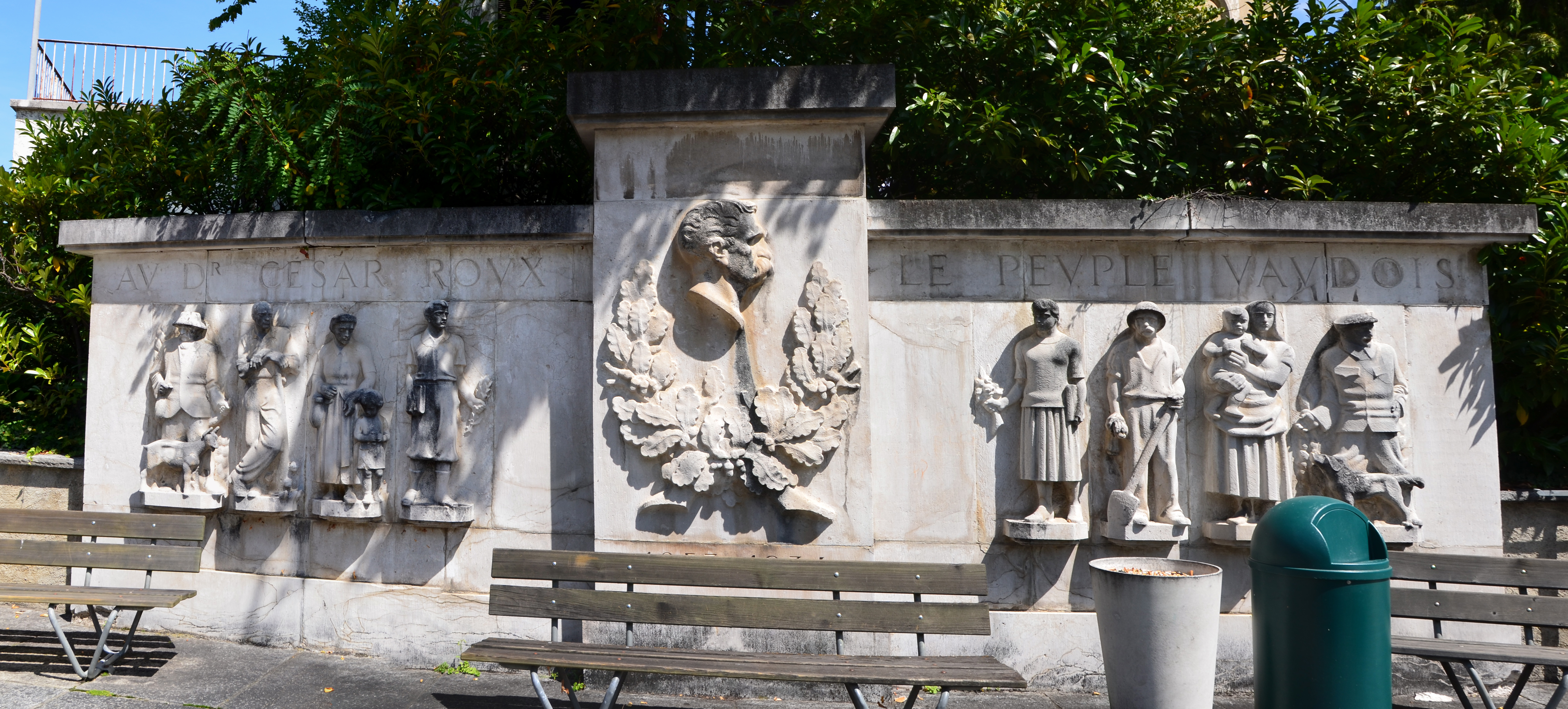
Bassorilievo di César Roux all'ospedale cantonale di Losanna

Nel 1885 venne nominato professore associato di medicina forense all'Accademia di Losanna, e quando l'Accademia raggiunse lo status di università nel 1890, ne divenne direttore della clinica chirurgica presso la facoltà di medicina.
Nel 1926 Roux svolse con successo la prima rimozione chirurgica di un feocromocitoma.